# Mono megye
Mono megye az Amerikai Egyesült Államokban, azon belül Kalifornia államban található. Megyeszékhelye Bridgeport. Lakosainak száma 13 195 fő (2020. április 1.). Mono megye Douglas, Alpine, Lyon, Mineral, Esmeralda, Inyo, Fresno, Madera és Tuolumne megyékkel határos.

## Népesség
A megye népességének változása:
| Lakosok száma | 14 259 | 14 395 | 14 349 | 14 074 | 13 909 | 14 444 | 13 195 |
|               | 2010   | 2011   | 2012   | 2013   | 2015   | 2019   | 2020   |